# Continental (Automarke)
Continental war eine britische Automarke.

## Unternehmensgeschichte
Das Unternehmen begann 1903 mit der Produktion von Automobilen. Der Markenname lautete Continental. Der Vertrieb erfolgte über eine Fiat-Agentur. Im gleichen Jahr endete die Produktion.

## Fahrzeuge
Im Angebot standen vier Modelle. Die beiden kleinen Modelle hatten Einzylindermotoren mit wahlweise 6 PS oder 9 PS. Der Zweizylindermotor des nächstgrößeren Modells leistete 12 PS. Ein Vierzylindermotor mit 24 PS trieb das Spitzenmodell an.